# Cody Whitehair
Cody Michael Whitehair (* 11. Juli 1992 in Kearney, Nebraska) ist ein US-amerikanischer American-Football-Spieler auf der Position des Center. Er spielte von 2016 bis 2023 für die Chicago Bears in der National Football League (NFL). Seit 2024 steht Whitehair bei den Las Vegas Raiders unter Vertrag.

## College Football
Whitehair besuchte die Kansas State University und spielte in den Jahren 2012 bis 2015 für deren Mannschaft, die Wildcats, College Football. Er bestritt 52 Spiele, 51 davon als Starter, wobei er sowohl als Guard als auch als Offensive Tackle eingesetzt wurde. Für seine guten Leistungen wurde er wiederholt ausgezeichnet.

## NFL
Whitehair wurde beim NFL Draft 2016 in der zweiten Runde als insgesamt 56. von den Chicago Bears ausgesucht und erhielt einen Vierjahresvertrag in der Höhe von 4,42 Millionen US-Dollar sowie ein Handgeld (Signing Bonus) von 1,27 Millionen Dollar. Während der Vorbereitung und auch noch in den Begegnungen der Preseason bekleidete er die Position des linken Guards, durch die kurzfristige Verpflichtung des Veterans Josh Sitton wurde er allerdings zum Center umfunktioniert. Er hat seit 2016 alle Partien als Starter auf dieser Position absolviert. 2018 war er überhaupt bei jedem Spielzug der Offense seines Teams auf dem Feld. Für die dabei gezeigten Leistungen wurde er auch erstmals in den Pro Bowl berufen.
Wenige Tage vor Beginn der Spielzeit 2019 unterschrieb er bei den Bears einen neuen Fünfjahresvertrag über 52,5 Millionen US-Dollar, 27,5 davon garantiert.
In der Saison 2023 verlor Whitehair seine Position als Stammspieler und bestritt nur 11 von 17 Spielen als Starter. Am 15. Februar 2024 wurde er von den Bears entlassen.
Im April 2024 nahmen die Las Vegas Raiders Whitehair unter Vertrag.